# Baník Sokolov
FK Baník Sokolov – czeski klub piłkarski mający swoją siedzibę w mieście Sokolov, w Czechach. Aktualnie uczestniczy w rozgrywkach czeskiej czwartej ligi.

## Historia

### Chronologia nazw
- 1948: SK HDB Falknov nad Ohří
- 1948: ZTS Sokol HDB Sokolov
- 1953: DSO Baník Sokolov
- 1962: TJ Baník Sokolov
- 1992: FK Baník Sokolov